# Arnfinn Nesset
Arnfinn Nesset (født 25. oktober 1936) er en tidligere sygeplejer i Sør-Trøndelag i det centrale Norge, som i 1983 blev dømt, for at i løbet af en periode på over tyve år, at have taget livet af en række ældre mennesker ved hjælp af det åndedrætslammende medikamentet Curacit. På baggrund af omfanget kan Nesset regnes som den værste seriemorder i moderne, norsk retshistorie.

## Baggrund
Nesset blev født af en ugift mor, og tilbragte barndommen i hendes barndomshjem uden kontakt med faren. Han startede senere en karriere som sygeplejer og blev til slut chef for et større sygehjem.

## Nesset-sagen
Nogen år efter at Nesset i 1977 blev ansat som leder for et sygehjem i Orkdal blev det afdækket en række mistænkelige dødsfald på sygehjemmet. Nesset tilstod først i en politiafhøring at have stået bag 27 af dødsfaldene, men nægtede senere at have haft noget med dem at gøre.
Efter ca to års efterforskning og fem måneders retssag i Frostating lagmannsrett blev Nesset i marts 1983 dømt til 21 års fængsling, lovens strengeste straf. Nesset blev dømt for 22 af drabene han stod tiltalt for at have udført, nogle færre end han i politiafhøringen tilstod at have udført. 
Dommen omfattede også nogle tilfælde af underslæb og dokumentfalsk. Anklagemyndigheden havde ingen klare beviser, men byggede sagen på en lang række indicier. Et indicium var indkøb af store mængder af den åndedrætslammende gift curacit, angiveligt ved hjælp af falske recepter. Nogen få milliliter er tilstrækkelig til at tage livet af et menneske. Manglen på klare beviser gjorde dommen meget omstridt.
Nesset har nægtet sig skyldig hele tiden. Derfor er motiverne for drabene heller aldrig blevet belyst.
Den kendte advokat Alf Nordhus var forsvarer for Arnfinn Nesset i retssagen. Nordhus udtalte i forbindelse med sin 70-årsfødselsdag nogle år senere at det godt kan tænkes at Nesset "hjalp" en, to eller tre ud af denne jammerdal. Dommen angående resten af tilfældene var ikke tænkelig, hævdede Nordhus. 
Nordhus mente også at Nesset var uden chance da han mødte i retten. Nesset var så sagtmodig at han ikke engang kunne yde minimal hjælp til forsvarerne under sagen, mente Nordhus. 
Retshandlingerne i Trondheim Tinghus tog fem måneder, 128 vidner aflagde forklaring, og sagen skabte naturlig nok et voldsomt mediehysteri. Orkdal sjuke- og aldersheim indførte presseforbud i forbindelse med retssagen, siden institutionen ifølge den nye bestyrer ikke havde de bedste erfaringerne med pressen.

## Efter dommen
Ti år efter dommen blev Nesset overført til fri afsoning efter en pletfri afsoning. Han havde da siddet tolv år i fængsel, varetægten inkluderet.
I 2004 blev Nesset helt løsladt, og antages at leve på et hemmeligt sted i Norge under nyt navn.